# World Cube Association

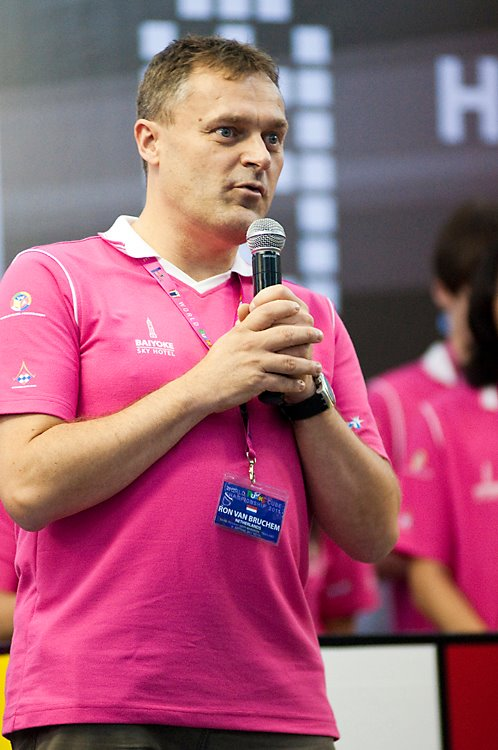
Ron van Bruchem, fodatorul WCA.

World Cube Association (WCA) sau Asociația Mondială a Cubului este asociația mondială care organizează toate competițiile de cub Rubik, reglementează desfășurarea acestora și ține clasamentele fiecărei țări.
WCA reprezintă a doua renaștere a cubului Rubik și a apărut ca urmare a repopularizării cubului datorită paginilor de internet de la începutul anilor 2000. Asociația a început din 2003 să organizeze competiții, cu Campionatul Mondial de cub Rubik din Toronto 2003. De atunci până în prezent numarul competițiilor anuale a crescut exponențial.
Scopul WCA este să organizeze cât mai multe competiții, în cât mai multe țări, cu cât mai mulți concurenți, unde lumea să se distreze și să se simtă bine, participând în aceleași condiții corecte și egale.
Spiritul WCA este ca oameni din întreaga lume să se simtă bine împreună, într-o atmosferă prietenoasă, să se ajute și să aibă un comportament sportiv.
World Cube Association guvernează toate competițiile de speedcubing așa cum FIFA guvernează fotbalul. WCA a elaborat un regulament oficial care descrie cum trebuie să se desfășoare o competiție și prevede soluționarea diverselor incidente ce pot apărea în cadrul acestora. Competițiile sunt deschise oricui și oricine este primit să participe. Site-ul oficial este www.worldcubeassociation.org.
WCA este o organizație non-profit și tot ceea ce face se bazează pe voluntariat. Existența sa se datorează pasionaților care fac acest lucru din plăcere și dorinței participanților de a avea întâlniri și concursuri, care în lipsa unor sponsori, sunt plătite de ei.
WCA este reprezentată prin delegați, persoane de încredere, cinstite și cu experiență. Aceștia au rolul să supervizeze competițiile WCA și să se asigure că se desfășoară conform regulamentului și spiritului WCA. Pentru a fi considerată oficială, orice competiție trebuie să aibă participarea unui Delegat WCA desemnat.
În prezent, România are ca delegat WCA pe Radu Făciu (din 2010) care este și fondatorul comunitatii din comunității din România, iar ulterior acesta l-a propus și pe Bogdan Grigoruță (2015). Radu este din 2015 delegat senior și responsabil pentru zona Eastern Europe & Middle East.

## Probele oficiale WCA
1. Cubul 2x2x2
2. Cubul 3x3x3
3. Cubul 3x3x3 One-Handed (cu o mână)
4. Cubul 4x4x4
5. Cubul 5x5x5
6. Megaminx
7. Square-1
8. Pyraminx
9. Rubik’s Clock
10. Skewb
11. Cubul 3x3x3 Blindfolded (legat la ochi)
12. Cubul 6x6x6
13. Cubul 7x7x7
14. Cubul 3x3x3 Fewest Moves Solving (Concurentul primește o foaie cu un scramble, iar în timp de o oră trebuie să găsească cea mai scurtă soluție.)
15. Cubul 4x4x4 Blindfolded (legat la ochi)
16. Cubul 5x5x5 Blindfolded (legat la ochi)
17. Cubul 3x3x3 Multiple Blindfolded (rezolvarea mai multor cuburi legat la ochi în timp de maxim o oră.